# Menara Telekom
Menara Telekom – wieżowiec w Kuala Lumpur w Malezji, o wysokości 310 m. Budynek został otwarty w 2001 i ma 55 kondygnacji.